# Вооружённые силы Нигерии
Вооружённые силы Нигерии (англ. Nigerian Armed Forces, йоруба Àwọn Ilé-iṣẹ́ Ológun Nàìjíríà, хауса Rundunonin Sojin Najeriya) — военная организация Федеративной Республики Нигерия, предназначенная для защиты свободы, независимости и территориальной целостности государства. Состоят из сухопутных войск, военно-морских и военно-воздушных сил.

## История
Вооружённые силы Нигерии были сформированы после предоставления независимости в октябре 1960 года. 
В начале 1961 года было подписано англо-нигерийское соглашение об обороне, но в январе 1962 оно было аннулировано.
15 января 1966 года группа армейских офицеров совершила военный переворот. 29 июля 1966 года произошел новый военный переворот, и в 1967 году началась гражданская война, продолжавшаяся до 12 января 1970 года.
В 1973 году вооружённые силы насчитывали около 260 тыс. человек, они комплектовались добровольцами и состояли из сухопутных войск, ВВС и ВМС.
- сухопутные войска насчитывали около 250 тыс. человек, состояли из пехотных дивизий[2].
- ВВС насчитывали свыше 4 тыс. человек и свыше 50 самолётов (из них 38 боевых)[2].
- ВМС насчитывали свыше 5 тыс. человек и свыше 10 боевых кораблей[2]

В начале августа 2003 года правительство Нигерии приняло решение о отправке 1500 военнослужащих в состав миротворческих сил ООН в Либерии (4 августа 2003 первые 40 нигерийских военнослужащих прибыли в столицу Либерии на вертолётах ООН).

### Борьба с Боко харам
С 2009 года ВС Нигерии были задействованы в борьбе с исламистской группировкой «Боко харам», которая с 2015 г. стала именоваться как «Западноафриканская провинция „Исламского государства“» (англ. Islamic State’s West Africa Province (ISWAP)). Боко харам только за август и сентябрь 2014 года заняла более 100 населённых пунктов в штатах Борно и Адамава.
В 2012 году ВС Нигерии вошли в состав многонациональных сил по борьбе с Боко харам со штабом в г. Бага. Помимо нигерийцев, там оказались военные Чада, Нигера и с 2014 г. Камеруна. В 2014 году данные силы достигли численности 2,8 тыс. человек. В 2015 году их стало уже 11 тыс. человек, из них 3 тыс. — нигерийцы. Штаб расположили в столице Чада — г. Нджамена. Финансовую поддержку оказали Евросоюз и США.
Численность сил СВ Нигерии, задействованных в операции против террористов, составила на 2015 год до 12 тыс. человек. Это 3-я танковая (с дислокацией в г. Джоз) и, специально сформированная в августе 2013 года, 7-я пехотная (г. Майдугури — столица штата Борно) дивизии Сухопутных войск. Одновременно для усиления сил, задействованных в операции «Заман Лафия», из состава 81-й смешанной (штаб в г. Лагос) и 82-й пехотной (штаб в г. Энугу) дивизий выделено по одному мотопехотному батальону. От флота приняла участие рота бригады специального назначения ВМС Нигерии. Воздушный компонент группировки нигерийских войск составила 79-я смешанная группа ВВС Нигерии со штурмовиками «Альфа Джет» и вертолётами Ми-35П с дислокацией в г. Майдугури. Перед ними было поставлено ряд задач:
- блокирование и уничтожение боевиков в лесных массивах и районе озера Чад;
- перекрытие границ с Камеруном, Чадом и Нигером;
- ликвидация каналов незаконной поставки оружия и материально-технических средств. Конечной целью задано освобождение всех потерянных территорий.

При поддержке Китая развёрнуты системы спутниковой связи для управления силами. Назначены большие суммы денег за поимку лидера Боко харам А. Шекау и др. Делались попытки проведения психологических операций.
В итоге за 2015 год уничтожено более 200 членов Боко харам, обнаружены 5 лагерей их подготовки, арестовано по разным обвинениям около 500 человек, изъято примерно 500 единиц стрелкового оружия, более 100 мин и фугасов, некоторое количество боеприпасов, уничтожены два производства взрывных устройств.
В том же году создан передовой командный пункт Главного штаба ВС Нигерии на базе штаба 7-й пехотной дивизии.

## Общие сведения
| Вооружённые силы Нигерии                                        | Вооружённые силы Нигерии |
| --------------------------------------------------------------- | --- |
| Виды вооружённых сил:                                           | Сухопутные войска (англ. Nigerian Army) Военно-морской флот (англ. Nigerian Navy) Военно-воздушные силы (англ. Nigerian Air Force)                                          |
| Призывной возраст и порядок комплектования:                     | Вооружённые силы Нигерии комплектуются исключительно на контрактной основе, лицами мужского пола, достигшими 18 лет. Принудительное рекрутирование граждан не практикуется. |
| Численность в мирное время:                                     | 80 000 (2010 оценочно) |
| Человеческие ресурсы, доступные для воинской службы:            | мужчины в возрасте 16—49: 37,087,711 женщины в возрасте 16—49: 35,232,127 (2010 оценочно)                                                                                   |
| Человеческие ресурсы, пригодные для воинской службы:            | мужчины в возрасте 16—49: 20,839,976 женщины в возрасте 16—49: 19,867,683 (2010 оценочно)                                                                                   |
| Человеческие ресурсы, ежегодно достигающие призывного возраста: | мужчины: 1 767 428 женщины: 1 687 719 (2010 оценочно) |
| Военные расходы — процент от ВВП:                               | 1.5 % (на 2006 год) 95 место в мире |

Вооружённые силы, в соответствии с конституцией страны, являются регулярными и комплектуются на добровольной контрактной основе. За проведение набора для пополнения ВС отвечает Управление комплектования и переподготовки личного состава, организационно входящее в состав Главного штаба ВС. В каждом штате страны создан специальный центр, где проходит предварительный отбор желающих поступить на службу ряды Вооружённых сил. На службу идут новобранцы в возрасте от 17 до 25 лет. Предельный возраст службы рядового и сержантского состава 40 лет, после чего, как правило, следует увольнение в запас с предоставлением пенсии. До этого военнослужащим предоставляется возможность пройти обучение на специальных армейских курсах переподготовки для получения гражданской специальности. Все вышедшие в отставку военные зачисляются в резерв, где находятся после ухода в запас в течение трёх лет, и могут в любое время быть призваны на службу специальным распоряжением руководства страны.

## Военное образование
Подготовкой военных специалистов занимается Национальный военный колледж, расположенный в столице страны в г. Абуджа. Учёба продолжается 11 месяцев.
Нигерийский институт политических и стратегических исследований занимается подготовкой высшего командного состава и представителей военно-политического руководства. Срок обучения — 9 месяцев.
Специалистов для различных родов войск СВ выпускают следующие школы: инструкторов по общеобразовательной и базовой подготовке (г. Илорин), пехотная (г. Джаджи), артиллерийские (города Лагос и Кадуна), танковых войск (г. Баучи), аэромобильных частей (г. Джос), инженерная (г. Каинджи), войсковой разведки (города Лагос и Ибадан), связи (г. Лагос), военной полиции (города Лагос и Зария). В каждой дивизии имеются учебные подразделения для подготовки младших командиров.

## Состав вооружённых сил

### Сухопутные войска
Сухопутные войска — основной и наиболее многочисленный вид вооружённых сил — насчитывают 100 тыс. человек личного состава (2020). В их состав входят рода войск, специальные войска (инженерные и связи) и службы. К родам войск относятся: мотопехотные (механизированные), танковые войска и полевая артиллерия. Имеются следующие службы: артиллерийско-техническая, инженерная, снабжения и транспорта, электромеханическая, военной полиции, медицинская, финансовая, военных капелланов, физической подготовки и спорта, оркестровая.
В составе СВ находятся силы СпН: 1 батальон специального назначения, 3 специальных ударных отряда и 1 рейнджерский батальон. Механизированные силы состоят из 3-й танковой дивизии, 1-й и 2-й механизированных дивизий, 81-й смешанной дивизии. Моторизованные силы состоят из 6-й, 7-й, 8-й пехотной дивизий, 82-й смешанной дивизии и одной многонациональной оперативной бригады. И один полк ПВО. Каждой дивизии придаются в оперативное подчинение две бригады: инженерная и тылового обеспечения.
На вооружении стоят 315 танков; с 2020 года начали поступать танки VT-4 и ST1. Артиллерия состоит из 39 155-мм САУ Пальмария, 42 РСЗО; с 2020 года поступают на вооружение 122-мм САУ SH2. Буксируемая артиллерия состоит из 106 артиллерийских систем. Войсковая ПВО имеет на вооружении ПЗРК, ЗРК, зенитную артиллерию.
|  | Танки - 176 Vickers Mk3, - 100 небоеспособных Т-55, - 12 Т-72АВ, - 31 Т-72М1 - VT-4 - колёсные танки ST1 |  | Бронетранспортёры и бронеавтомобили - 250 БТР Steyr 4K-7FA, - 67 МТ-ЛБ, - 110 Cobra, - 10 FV603 Saracen, - 110 AVGP Grizzly 6x6, - 47 BTR-3UN, - 5 БТР-80, - EE-11 Urutu, - 8 MaxxPro, - 16 Caiman, - 23 REVA III, - Streit Spartan, - Streit Cougar (Igirigi), - Streit Typhoon, - Bigfoot |  | Артиллерия - 39 155-мм САУ Пальмария - 122-мм САУ SH2 - 50 105-мм М-56, - 7 130-мм M-46, - 49 122-мм Д-30/Д-74 - (24 155-мм FH-77B на хранении) - 7 122-мм RM-70, - 10 122-мм BM-21, - 25 122-мм APR-21 |  | ПВО - 16 ЗРК Роланд, - ПЗРК Блоупайп, - ПЗРК Стрела-2, - 30 ЗСУ «Шилка», - более 60 ЗУ-23, - 40-мм зенитные пушки L/70 |

### Военно-морские силы
ВМС имеют три штаба в Апапе, Калабаре и Брассе. Включают в себя береговую охрану. Численность личного состава — 25000 чел. Состоят из 1 небоеспособного фрегата Aradu проекта Meko 360 германской постройки 1970-х гг. и 125 более мелких судов.
В декабре 2012 года Итуну Хотону было присвоено звание контр-адмирала Нигерии и она стала первой женщиной-адмиралом в Африке.

### Военно-воздушные силы
ВВС играют ограниченную роль в обеспечении обороноспособности страны. Численность ВВС на 2020 год — 18000 чел. В составе ВВС Нигерии 1 истребительная эскадрилья из F-7NI, FT-7NI. 1 эскадрилья морского патруля из ATR-42-500 MP, Do-128D-6 Turbo SkyServant, Do-228-100/200. Военно-транспортная авиация состоит из 2 эскадрилий C-130H/H-30 Hercules, G-222. 1 президентский лётный отряд с Boeing 727, Boeing 737BBJ, BAe-125-800, Beech 350 King Air, Do-228-200, Falcon 7X, Falcon 900, Gulfstream IV/V. 1 эскадрилья ударных вертолётов Ми-24 и Ми-35. 1 эскадрилья транспортных вертолётов H215 (AS332) Super Puma, AS365N Daufhin, AW109LUH, H135.

## Миротворческая деятельность
Личный состав вооружённых сил принимает участие в миротворческих операциях ООН. Потери Нигерии во всех миротворческих операциях с участием страны составили 159 человек погибшими.